# Citrus Bizzarria

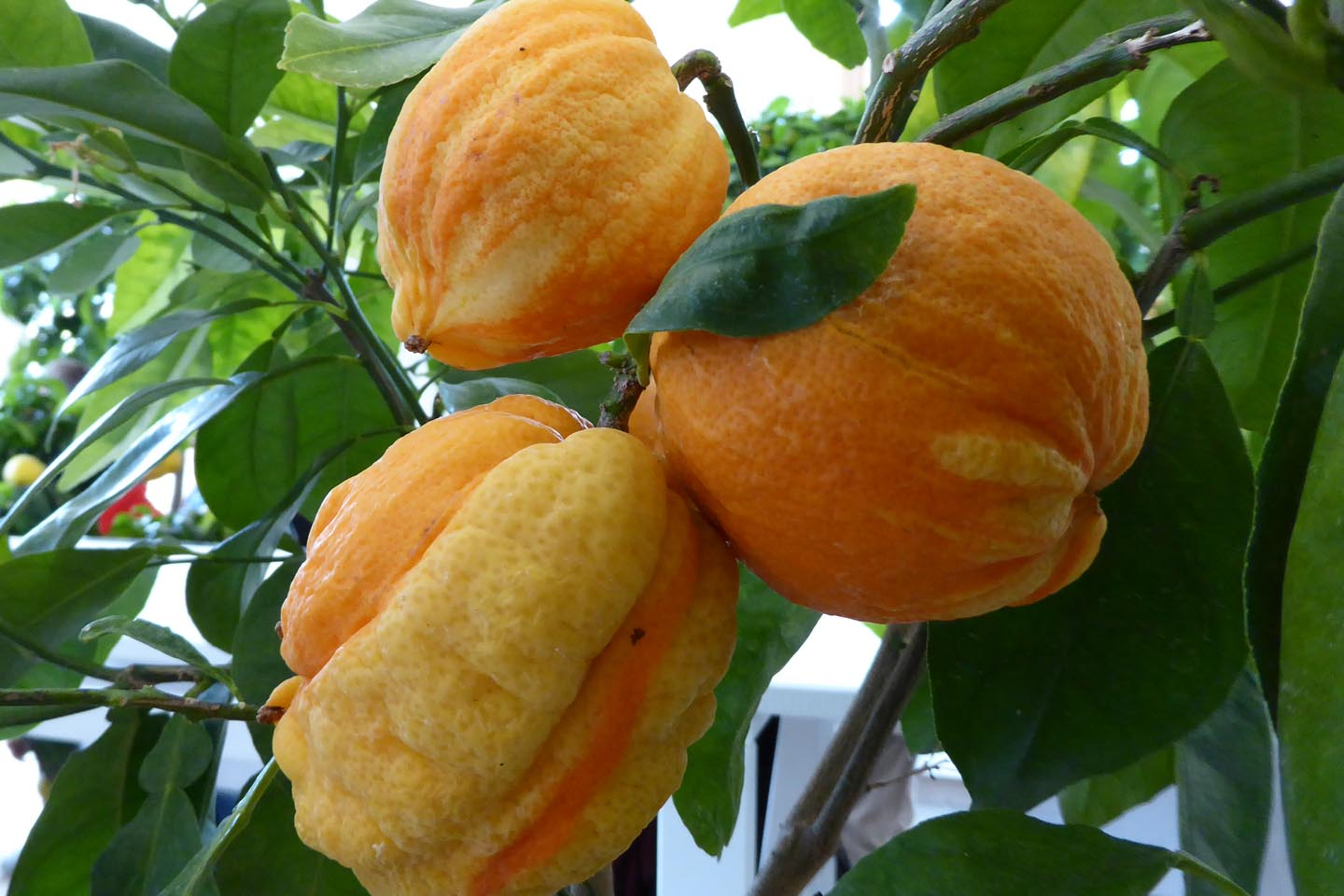
Früchte einer Citrus Bizzarria mit ausgeprägten Mischformen

Citrus Bizzarria sind ungewöhnliche Zitruspflanzen, die als Chimären die morphologischen und genetischen Eigenschaften verschiedener Zitrusarten in einem Individuum zeigen.
Der Begriff Bizzarria geht auf die in Italien umgangssprachlich gebräuchliche Bezeichnung für die „absonderlichen / wunderlichen / bizarren“ Pflanzen bzw. Pflanzenteile – und hauptsächlich die markanten Früchte – zurück.
Die um 1644 in Florenz entstandene Bizzarria ist die bekannteste dieser Sorten und wurde 1674 durch Pietro Nati erstmals beschrieben. Sie bildet Blätter, Blüten und Früchte aus, die teilweise Zedratzitronen (Citrus medica), teilweise Bitterorangen (Citrus × aurantium) und teilweise bizarren Mischformen beider Arten gleichen. Sie gilt deshalb als die ungewöhnlichste Zitrusfrucht. Nach Natis Darstellung entstand die Florentiner Bizzarria aus der Pfropfung einer Zedratzitrone auf einer Bitterorange. Die Pfropfung missglückte und wurde zunächst vernachlässigt, bis sich später aus der Pfropfungsstelle ein Spross entwickelte, der in der Folgezeit die für die Bizzarria typischen Eigenschaften zeigte.
Neben den Bizzarrien aus Bitterorange und Zitronatzitrone sind diverse weitere Chimären unterschiedlicher Zitrusarten in der Literatur beschrieben worden. Es gibt Angaben zu Mischungen beider Arten mit der Zitrone (Citrus × limon (L.)) oder zwischen Orange, Zitrone und Limette. Die von Giovanni Baptista Ferrari in seinen Hesperides dargestellte Aurantium callosum multiforme, die aus Neapel kam, war wahrscheinlich eine Chimäre aus Orange und Zedratzitrone.
Aufgrund ihrer außergewöhnlichen Eigenschaften fanden Bizzarrien zu allen Zeiten nicht nur das Interesse von Gärtnern. Insbesondere die Florentiner Bizzarria wurde in ganz Europa verbreitet und lässt sich in vielen botanischen Gärten und historischen Zitrussammlungen bis Anfang des vorigen Jahrhunderts nachweisen.
1980 entdeckte Paolo Galeotti eine Florentiner Bizzarria in der Villa Reale di Castello in Florenz. Seit dieser Wiederentdeckung wird sie durch Sammler und Liebhaber erneut verbreitet.
Obwohl sie eine Chimäre ist, wird sie heute oft den Bitterorangen zugeordnet und als Citrus × aurantium ’Bizzarria’ bezeichnet. Entsprechend den ICNCP-Regelungen (Artikel 24: Names of Graft-Chimeras) lautet die korrekte Bezeichnung aber Citrus 'Bizzarria'.